# 1942 au Yukon
Chronologie du Yukon
- 1938
- 1939
- 1940
- 1941
- 1942
- 1943
- 1944
- 1945
- 1946

Cette page concerne des événements d'actualité qui se sont produits durant l'année 1942 dans le territoire canadien du Yukon.

## Politique
- Chef exécutif : George A. Jeckell
- Législature : 12e

## Événements
- Construction de la Route de l'Alaska à travers la Colombie-Britannique et le Yukon.

## Naissances
- Iain MacKay (en), chef du Parti libéral du Yukon.
- Stuart McCall (en), député territoriale de Pelly-River (1974-1978) († 27 juillet 2002)
- 4 mars : Eleanor Millard (en), auteure et politicienne.
- 10 juin : Dennis Schneider (en), député territoriale de Whitehorse-Ouest (2000-2002) et 7e président de l'Assemblée législative du Yukon († 31 janvier 2023)